# Israel Adesanya
Israel Mobolaji Adesanya (Lagos, 22 juli 1989) is een Nigeriaans-Nieuw-Zeelands MMA-vechter, kickbokser en bokser. Hij was van oktober 2019 tot november 2022 en van april 2023 tot september 2023 wereldkampioen middengewicht (tot 84 kilo) bij de UFC.

## Carrière
Adesanya werd geboren in Nigeria, waar hij op school aan taekwondo deed. Hij verhuisde op zijn tiende met zijn familie naar Nieuw-Zeeland. Hier begon hij met kick- en thaiboksen.
Adesanya maakte in 2012 zijn professionele MMA-debuut. Hij won toen in zijn eigen woonplaats Auckland van James Griffiths door die na iets meer dan twee minuten technisch knock-out (TKO) te slaan. Voor Adesanya begon daarmee een reeks aan gevechten in Nieuw-Zeeland, China en Australië, waarvan hij de eerste twaalf allemaal door middel van TKO of knock-out (KO) won. Hij debuteerde in februari 2018 bij de UFC. Hij boekte toen zijn twaalfde zege op rij door binnen twee ronden met Rob Wilkinson af te rekenen.
Op 14 april 2018 moest Adesanya voor het eerst drie volle ronden van vijf minuten volmaken. Hij won toen op basis van een split decision van Marvin Vettori. Drie maanden later vocht hij vijf ronden van vijf minuten tegen Brad Tavares. Deze keer wees de jury hem unaniem als winnaar aan. Adesanya steeg in de UFC-rankings en bleef dat doen door ook Derek Brunson (TKO) en Anderson Silva (unanieme jurybeslissing, tevens zijn eerste optreden als main event) te verslaan. Zodoende mocht hij het in april 2019 opnemen tegen Kelvin Gastelum voor de interim-titel in het middengewicht. Het kostte hem opnieuw vijf volle ronden, maar opnieuw met een unanieme jurybeslissing in zijn voordeel als resultaat.

### UFC-kampioen middengewicht
Adesanya mocht het als interim-kampioen in oktober 2019 opnemen tegen UFC-kampioen middengewicht Robert Whittaker. Het kostte hem minder dan twee ronden om ook zijn achttiende partij op rij te winnen. Ongeveer anderhalve minuut voor de bel sloeg hij Whittaker KO en was hij de nieuwe UFC-kampioen middengewicht.
Adesanya slaagde er op 7 maart 2020 in om zijn titel voor de eerste keer te verdedigen. Hij moest die dag de volle 25 minuten volmaken in een partij tegen Yoel Romero. Na afloop wees de jury hem unaniem aan als winnaar. Kenmerkend voor deze partij was een gebrek aan activiteit van beide vechters. Scheidsrechter Dan Miragliotta spoorde de tweede gedurende het gevecht meermaals aan om in actie te komen.
Op 27 september 2020 zette Adesanya zijn titel voor de tweede maal op het spel, dit keer tegen de Braziliaan Paulo Costa. Adesanya won het eenzijdige gevecht via een technische knock-out in de tweede ronde en prolongeerde daarmee zijn titel.

### Titelgevecht lichtzwaargewicht
Na zijn winnende reeks van twintig gevechten in de MMA werd Adesanya door zijn team aangespoord een titel in twee UFC-gewichtsklassen tegelijk na te jagen. Dit gevecht kwam er op 6 maart 2021 waarin hij het in Las Vegas tijdens UFC 259 opnam tegen Jan Blachowicz voor de titel in de lichtzwaargewicht-klasse (tot 93 kilo). Na vijf ronden verloor Adesanya van Blachowicz via unanieme jurybeslissing.

### Verlies, herovering en wederom verlies van de middengewicht titel
Op 12 juni 2021 was de Italiaan Marvin Vettori de uitdager tijdens UFC 263 in Glendale (Arizona) en verdedigde Adesanya de titel voor de derde keer. De titelverdediger won overtuigend, alle juryleden hadden de wedstrijd 50-45 gescoord in het voordeel van Adesanya. Adesanya verdedigde hierna met succes zijn titel tegen Robert Whittaker (UFC 271 op 12 februari 2022) en Jared Cannonier (UFC 276 op 2 juli 2022), tweemaal via unanieme jurybeslissing.
Tijdens UFC 281, op 12 november 2022 in de Madison Square Garden Arena, verloor Adesanya tijdens zijn zesde titelverdediging van Alex Pereira. Adesanya stond na vier ronden voor op punten totdat Pereira een comeback maakte in de vijfde ronde en een late overwinning behaalde via een technische knock-out. Bij de rematch op zondag 9 april 2023, tijdens UFC 287 in Miami,  heroverde Adesanya met een knock-out in de tweede ronde zijn titel in de middengewichtsklasse tegen Pereira.
De Amerikaan Sean Strickland was op 10 september 2023, tijdens UFC 293 in Sydney, in vijf ronden verrassend te sterk voor Adesanya, waardoor hij opnieuw zijn titel kwijtraakte.